# Oncodamus
Oncodamus es un género de arañas araneomorfas de la familia Nicodamidae. Se encuentra en Australia.

## Lista de especies
Según The World Spider Catalog 12.0:
- Oncodamus bidens (Karsch, 1878) — Nueva Gales del Sur
- Oncodamus decipiens Harvey, 1995 — Queensland, Nueva Gales del Sur